# Tracy Krohn
Tracy Krohn, né le 26 août 1954, est un homme d'affaires et pilote automobile américain engagé en American Le Mans Series et en Rolex Sports Car Series au sein de sa propre écurie Krohn Racing.
Diplômé de l'Université d'État de Louisiane en génie pétrolier, il a travaillé pour Mobil avant de faire fortune et de devenir milliardaire en fondant W&T Offshore et appartient au Forbes 400.

## Palmarès
- Vainqueur des 6 Heures de Watkins Glen en 2005
- Vainqueur des 12 Heures de Sebring dans la catégorie GTE Am en 2011

## Dans la culture populaire
Pilote téméraire malgré son âge, Tracy Krohn est devenu malgré lui la base d'un folklore populaire parmi les spectateurs anglais des 24 Heures du Mans : un verre de bière doit être bu cul sec à chaque fois que Krohn sort de piste.

## Résultats aux 24 Heures du Mans
| Année | Voiture                   | Équipe                                | Équipiers                          | Résultat    |
| ----- | ------------------------- | ------------------------------------- | ---------------------------------- | ----------- |
| 2006  | Porsche 911 GT3 RSR (996) | White Lightning Racing / Krohn Racing | Jörg Bergmeister / Niclas Jönsson  | Abandon     |
| 2007  | Ferrari F430 GTC          | Risi Competizione / Krohn Racing      | Niclas Jönsson / Colin Braun       | 19e         |
| 2008  | Ferrari F430 GTC          | Risi Competizione / Krohn Racing      | Niclas Jönsson / Eric van de Poele | Abandon     |
| 2009  | Ferrari F430 GTC          | Risi Competizione / Krohn Racing      | Niclas Jönsson / Eric van de Poele | 22e         |
| 2010  | Ferrari F430 GTC          | Risi Competizione / Krohn Racing      | Niclas Jönsson / Eric van de Poele | Abandon     |
| 2011  | Ferrari F430 GTC          | Krohn Racing                          | Niclas Jönsson / Michele Rugolo    | Abandon     |
| 2012  | Ferrari 458 Italia GT2    | Krohn Racing                          | Niclas Jönsson / Michele Rugolo    | 25e         |
| 2013  | Ferrari 458 Italia GT2    | Krohn Racing                          | Niclas Jönsson / Maurizio Mediani  | Abandon     |
| 2014  | Ferrari 458 Italia GT2    | Krohn Racing                          | Niclas Jönsson / Ben Collins       | 30e         |
| 2015  | Ligier JS P2              | Krohn Racing                          | Niclas Jönsson / João Barbosa      | 32e         |
| 2016  | Ligier JS P2              | Krohn Racing                          | Niclas Jönsson / João Barbosa      | 22e         |
| 2017  | Ferrari 488 GTE           | DH Racing                             | Niclas Jönsson / Andrea Bertolini  | 42e         |
| 2018  | Ligier JS P217            | Eurasia Motorsport                    | Niclas Jönsson / Andrea Bertolini  | Non-Classé  |
| 2019  | Dempsey-Proton Racing     | Porsche 911 RSR                       | Niclas Jönsson / Patrick Long      | Non Partant |